# Saint-Julien-du-Terroux
Saint-Julien-du-Terroux – to miejscowość i gmina we Francji, w regionie Kraj Loary, w departamencie Mayenne.
Według danych na rok 1990 gminę zamieszkiwało 245 osób, a gęstość zaludnienia wynosiła 22 osób/km² (wśród 1504 gmin Kraju Loary Saint-Julien-du-Terroux plasuje się na 1027. miejscu pod względem liczby ludności, natomiast pod względem powierzchni na miejscu 962.).